# Dendrobium tenue
Dendrobium tenue är en orkidéart som beskrevs av Johannes Jacobus Smith. Dendrobium tenue ingår i släktet Dendrobium, och familjen orkidéer. Inga underarter finns listade i Catalogue of Life.